# Арыстановское нефтяное месторождение
Арыстановское месторождение — нефтяное месторождение в Казахстане. Расположено в Мангистауской области, в 100 км к юго-западу от села Бейнеу. Открыто в 1966 году.
Относится к Устюртско-Бузачинскому нефтегазоносному бассейну (или к Северо-Устьюртской газонефтеносной области). Считается одним из крупнейших месторождений в этой области. Нефть залегает в нижнеюрских породах.
Оператором месторождения является корейская нефтяная компания Korea National Oil Corporation. Добыча нефти в 2010 году составила 310 тыс. тонн.